# Formula One Group
Formula One Group – należąca do Liberty Media Corporation grupa przedsiębiorstw obejmująca mistrzostwa świata Formuły 1, Live Nation Entertainment i inne mniejsze działalności. Jej siedziba znajduje się w Englewood.
Formula One Group jest notowana na giełdzie papierów wartościowych NASDAQ.

## Przedsiębiorstwa Formula One Group
| Nazwa                          |
| ------------------------------ |
| Associated Partners            |
| Braves Group                   |
| Drone Racing League            |
| Formuła 1                      |
| IdeiasNet                      |
| INRIX                          |
| Kroenke Sports & Entertainment |
| Liberty Israel Venture Fund    |
| Live Nation Entertainment      |
| Saavn                          |
| Tastemade                      |
| Time Inc.                      |
| Time Warner                    |
| Viacom                         |